# 킬넷
킬넷(Killnet)은 2022년 러시아의 우크라이나 침공 당시 여러 국가의 정부 기관 및 민간 기업에 대한 DoS (서비스 거부) 및 DDoS (분산 서비스 거부) 공격으로 알려진 친러시아 해커 그룹이다. 이 그룹은 2022년 3월경에 결성된 것으로 추정된다.

## 파이브 아이즈 경보
파이브 아이즈 정보 동맹은 2022년 4월 킬넷을 포함한 러시아 관련 그룹의 주요 기반 시설 공격에 대한 경고를 발표했다.

## 공격

### 루마니아
킬넷은 2022년 4월 29일부터 2022년 5월 1일까지 루마니아 정부 웹사이트에 대한 공격의 배후에 있었다.

### 몰도바
미승인 국가 트란스니스트리아에서 폭발이 발생한 후, 몰도바 공화국 정보보안국은 킬넷 지지 해킹 그룹이 몰도바 공식 기관 및 단체 웹사이트에 대해 해외로부터 일련의 사이버 공격을 시작했다고 보고했다. 이는 루마니아 웹사이트 공격 며칠 후였다.

### 체코
킬넷은 2022년 4월 체코 주 기관 웹사이트에 대한 공격의 책임을 주장했다.

### 이탈리아
이탈리아 국립 보건원(Istituto Superiore di Sanità)과 이탈리아 자동차 클럽(Automobile Club of Italy) 웹사이트가 2022년 5월 14일 금요일에 공격을 받았다. 이탈리아 상원 웹사이트는 같은 공격으로 한 시간 동안 공격을 받아 차단되었다. 2022년 5월 29일, 그들은 다음 날 이탈리아에 대한 "회복 불가능한 피해" 공격을 발표했다. 2022년 5월 30일, 이탈리아를 공격하여 몇몇 웹사이트를 차단하는 데 성공했지만, CSIRT 사이트에 대한 공격은 실패했다. 이 공격은 예상만큼 파괴적이지 않았다. 킬넷은 나중에 CSIRT의 방어 활동에 대해 칭찬하며, 정부가 그 팀에게 몇천 달러를 기부하라고 조롱했다.

#### 유로비전 2022 공격
킬넷 해커들은 유로비전 송 콘테스트 웹사이트를 우크라이나의 2022년 대회 공연 중에 DDoS 공격으로 차단하려 시도한 것으로 의심되지만, 이탈리아 주 경찰에 의해 차단되었다. 그러나 이 그룹은 그들의 텔레그램 채널에서 그들의 공격이 실패하지 않았다고 부인했다. 그들은 이후 주 경찰 사이트를 공격하며 유로비전에 대한 공격은 차단했지만 자신들은 차단하지 못했다는 점을 강조했다. 이 공격 이후, 그들은 이탈리아를 포함한 10개 유럽 국가를 공격하겠다고 위협했다.

### 리투아니아
이 그룹은 리투아니아 네트워크 인프라에 대한 DDoS 공격에 대해 책임을 주장했다. 그들은 리투아니아에 대한 사이버 공격이 러시아의 칼리닌그라드 역외 영토로의 물품 운송을 막은 것에 대한 보복이라고 말했다.

### 노르웨이
이 그룹은 2022년 6월 28일 다양한 DDoS 공격을 통해 노르웨이 조직을 목표로 삼았다. 노르웨이 국가안보국은 개인 정보 유출은 없었다고 믿고 있다.

### 라트비아
킬넷은 라트비아의 공영 방송사를 공격했으며, 이는 이 나라 역사상 가장 큰 사이버 공격이었다. 방송사는 공격이 격퇴되었다고 밝혔다.

### 미국
2022년 8월 1일, 이 그룹과 창립자 "킬밀크"는 미국이 우크라이나에 제공한 HIMARS 시스템에 대한 보복으로 미국의 방산 기업 록히드 마틴에 대한 사이버 공격의 책임을 주장했다. 이 그룹은 록히드 마틴이 "세계 테러의 실제 후원자"이며 "수천 명의 인명 피해에 책임이 있다"고 말했다. 공격 직전, 이 그룹은 이전에 수행했던 DoS 및 DDoS 사이버 공격과는 다른 새로운 유형의 사이버 공격을 수행할 것이라고 발표했다. 킬밀크는 이 공격이 록히드 마틴의 생산 시스템과 회사 직원에 대한 정보를 표적으로 삼아 "전 세계에서 박해받고 파괴될 것"이라고 말했다.
2022년 10월 10일, 몇몇 미국 공항 웹사이트가 공격을 받았다.

### 일본
2022년 9월 6일, 킬넷은 디지털청이 운영하는 행정 정보 포털 사이트인 e-Gov와 일본 총무성이 운영하는 지방세 웹사이트 eLTAX를 포함한 4개 부처 및 기관의 23개 웹사이트와 소셜 네트워크 서비스 "Mixi"를 공격했다고 발표했다. 9월 7일, 그들은 또한 선전포고 영상과 함께 일본국 정부를 공격하고 도쿄 지하철 (기업)과 오사카시 고속 전기궤도를 공격했다고 발표했다. 같은 날 기자회견에서 내각관방장관 마쓰노 히로카즈는 현재까지 이 공격으로 인한 정보 유출은 없다고 설명했다. 킬넷의 개입에 대해서는 "범죄 행위를 암시하고 있다는 것을 알고 있지만, 관련성을 포함하여 장애의 원인을 여전히 확인하고 있다"고 밝혔다.

### 조지아
위협 연구 회사인 사이버노우(CyberKnow)가 공개한 트위터 게시물에 따르면, 킬넷과 그 창립자인 킬밀크(Killmilk)는 조지아 정부가 러시아 연방에 계속 대항한다면 조지아 정부를 공격할 것이라고 위협했다.

### 독일
2023년 1월 26일, 독일 독일연방정보보안청(BSI)은 전날 밤부터 독일 내 다양한 기관 및 기업에 대한 광범위한 DDoS 공격이 진행 중이라고 발표했다. BSI에 따르면, 공항 웹사이트뿐만 아니라 금융 부문 기업 및 연방 및 주 정부 기관 웹사이트도 특히 영향을 받았다. 이 공격은 킬넷에 의해 사전에 발표되었으며, 독일 정부가 우크라이나에 레오파르트 2 주력 전차를 보내기로 결정한 것에 대한 보복으로 추정된다.

## 국제 적십자 위원회 규칙
2023년 10월, 그들은 처음에 ICRC 해커 규칙을 준수하기를 거부했지만 나중에 동의했다.

## 지도자 신원 확인
2023년 11월 가제타.루는 킬넷의 지도자인 킬밀크(Killmilk)라고 주장하는 남성의 이름을 공개했다. 이는 그가 러시아 연방을 표적으로 삼기 시작했다는 주장이 제기된 이후이다.